# Brier
Brier az Amerikai Egyesült Államok északnyugati részén, Washington állam Snohomish megyéjében elhelyezkedő város. A 2010. évi népszámlálási adatok alapján 6087 lakosa van.
A település nevét az azt kettészelő útról kapta.

## Történet
Az első telepesek 1883-ban érkeztek. A településen kezdetben nyérctenyésztéssel foglalkoztak, majd az 1950-es és 1960-as években tanyasi stílusú lakóházak épültek.
Azért, hogy elkerüljék a Mountlake Terrace-hez csatolást, a lakosok a várossá alakulás mellett döntöttek, ami 1965. február 11-én történt meg. Az önkormányzat megalakulása óta különböző vádak miatt számos képviselő mondott le mandátumáról. A városháza önálló épülete 2005 áprilisában nyílt meg.

## Népesség
A 2010-es népszámláláskor a városnak 6087 lakója, 2165 háztartása és 1758 családja volt. A népsűrűség 1068,8 fő/km2. A lakóegységek száma 2220, sűrűségük 390,2 db/km2. A lakosok 84,9%-a fehér, 1,1%-a afroamerikai, 0,5%-a indián, 7,6%-a ázsiai, 0,2%-a a Csendes-óceáni szigetekről származik, 1,4%-a egyéb, 4,3%-a pedig kettő vagy több etnikumú. A spanyol vagy latino származásúak aránya 4% (   )
A háztartások 35,4%-ában élt 18 évnél fiatalabb. 71% házas, 6,6% egyedülálló nő, 3,6% egyedülálló férfi, 18,8% pedig nem család. 12,7% egyedül élt; 4%-uk 65 éves vagy idősebb. Egy háztartásban átlagosan 2,81 személy élt; a családok átlagmérete 3,05 fő.
A medián életkor 44,4 év volt. A város lakóinak 21,4%-a 18 évesnél fiatalabb, 8,9% 18 és 24 év közötti, 20,6%-uk 25 és 44 év közötti, 36,9%-uk 45 és 64 év közötti, 9,6%-uk pedig 65 éves vagy idősebb. A lakosok 50,1%-a férfi, 49,9%-a pedig nő.

## Fordítás
- Ez a szócikk részben vagy egészben  a   Brier, Washington című angol Wikipédia-szócikk ezen változatának fordításán alapul.  Az eredeti cikk szerkesztőit annak laptörténete sorolja fel. Ez a jelzés csupán a megfogalmazás eredetét és a szerzői jogokat jelzi, nem szolgál a cikkben szereplő információk forrásmegjelöléseként.